# Instructions Serov
Le document surnommé instructions Serov (le titre complet est : Sur la procédure pour effectuer la déportation des éléments anti-soviétiques de Lituanie, de Lettonie et d'Estonie) est un document top secret non daté, signé par le général Ivan Serov, commissaire du peuple pour la Sécurité de l'État de l'Union soviétique. Le texte précise les procédures pour mener les déportations massives vers la Sibérie qui ont frappé, les 13 et 14 juin 1941, les populations des pays baltes sous la première occupation soviétique.

## Description et datation
Les instructions précisaient que les déportations seraient menées, autant que possible, dans le secret, le silence et la rapidité. Les familles pouvaient emporter au maximum 100 kg d'effets personnels (vêtements, nourriture, instruments de cuisine). Les chefs de famille étaient expédiés dans les camps de travail du goulag tandis que les autres membres étaient forcés de s'installer (en) dans des lieux reculés de l'Union soviétique.
Bien que le document original ne soit pas daté, des sources proposent des dates allant du 11 octobre 1939 au 21 janvier 1941. Toutefois, le NKVD n'a été fondé que le 3 février 1941, ce qui exclut qu'il ait émis ce texte avant sa création.
Un exemplaire de ces instructions, trouvé à Šiauliai, portait un cachet montrant qu'il a été réceptionné le 7 juin. Par conséquent, les instructions ont sans doute été écrites entre février et juin 1941.
Les instructions Serov sont souvent confondues avec le NKVD Order No. 001223 (en) ; il s'agit d'un tout autre document, signé par Lavrenti Beria le 11 octobre 1939, qui concernait le NKVD et contenait une liste de personnes (anticommunistes, anciens militaires ou policiers, grands propriétaires terriens...) intéressant la sécurité soviétique au titre de l'article 58 du code pénal de la RSFSR. Or, les instructions Serov originales ne portent aucune date ni aucun chiffre. La confusion provient peut-être du troisième rapport du Kersten Committee (en), qui a publié le texte des instructions sous un titre ambigu.